# طاووس بن كيسان
أبو عبد الرحمن طاووس بن كيسان اليماني  (توفي سنة 106 هـ) فقيه وراوي حديث وتابعي من كبار فقهاء التابعين. كان من خواص أصحاب ابن عباس، وعُرف بتقشفه في العيش، وجرأته في وعظ الخلفاء والولاة.

## مولده وأصله
ولد طاووس بن كيسان في اليمن في خلافة عمر بن الخطاب أو خلافة عثمان بن عفان دون تحديد، لأسرة من الموالي، وإن كان في ذلك اختلاف بين المؤرخين، فقد ذكر ابن أبي حاتم في كتابه «الثقات» أن أمه من أبناء فارس وأبوه من النمر بن قاسط مولى بحير الحميري، بينما قال الواقدي بأن طاووس كان مولى بحير بن ريسان الحميري، وقال الفضل بن دكين بأنه مولى لهمدان، وقال عبد المنعم بن إدريس هو مولى لابن هوذة الهمداني. وقال الذهبي بأنه كان من أبناء الفرس الذين جهزهم كسرى وأرسلهم مع سيف بن ذي يزن لطرد الأحباش من اليمن، فأقاموا فيها وتناسلوا. وقد قال أبو الفرج بن الجوزي أن اسمه ذكوان، وطاووس لقبه، وقد فسرّ يحيى بن معين سبب تسميته تلك قائلاً: «إنما لقب به لأنه كان طاووس القراء.»

## علمه
أدرك طاووس الكثير من صحابة النبي محمد، وأخذ عنهم العلم، وقد رُوي عن عبد الملك بن ميسرة أنه سمع طاووس يقول «أدركت خمسين من أصحاب رسول اللَّهِ ﷺ». وقد ثَبُت أن طاووسًا سمع الحديث من زيد بن ثابت وعائشة بنت أبي بكر وأبي هريرة وزيد بن أرقم وابن عباس وابن عمر وابن عمرو وجابر بن عبد الله وسراقة بن مالك وصفوان بن أمية وزياد الأعجم وحجر المدري وعبد الله بن الزبير وعبد الله بن شداد بن الهاد وأم كرز الكعبية وأم مالك البهزية وغيرهم.
فيما روى عنه حبيب بن أبي ثابت وإبراهيم بن ميسرة الطائفي وحنظلة بن أبي سفيان الجمحي وسليمان بن طرخان التيمي وإبراهيم بن أبي بكر الأخنسي وإبراهيم بن يزيد الخوزي وأسامة بن زيد الليثي والحسن بن مسلم بن يناف والحكم بن عتيبة وسعيد بن حسان وسعيد بن سنان أبو سنان الشيباني الصغير وسليمان بن أبي مسلم الأحول وسليمان بن موسى الدمشقي والضحاك بن مزاحم وصدقة بن يسار المكي وعامر بن مصعب وابنه عبد الله بن طاووس وعبد الله بن أبي نجيح وعبد الكريم بن مالك الجزري وأبي أمية عبد الكريم البصري وعبد الملك بن ميسرة الزراد وعبيد الله بن الوليد الوصافي وعطاء بن شعيب وعمرو بن قتادة وعمرو بن مسلم الجندي وقيس بن سعد المكي وليث بن أبي سليم ومجاهد بن جبر وأبو الزبير المكي وابن شهاب الزهري والمغيرة بن حكيم الصنعاني ومكحول الشامي والنعمان بن أَبي شيبة وهانئ بن أيوب وهشام بن حجير ووهب بن منبه وأبو عبد الله الشامي وعكرمة بن عمار وعمرو بن دينار وجعفر بن إياس، وغيرهم.
وقد تأثر طاووس بمنهج ابن عباس الذي كان يُدني طاووس منه، حتى عُدّ طاووس في خواص أصحاب ابن عباس، فأكثر طاووس من رواية الحديث وفي التفسير عنه، حتى عد أكثر تلامذة ابن عباس حفظًا للمأثور عنه. وقد نقل عنه الكثيرون، إلا أن أصح الأسانيد إلى طاووس هي ما كان من طريق عبد الرزاق عن معمر عن عبد الله بن طاووس عن أبيه عن ابن عباس.

## مكانته
حظي طاووس في زمانه بمنزلة عظيمة، فأثنى عليه الكثير من معاصريه، فقد روى عطاء بن أبي رباح عن ابن عباس قوله: «إني لأظن طاووسًا من أهل الجنة»، وقال قيس بن سعد المكي: «هو فينا مثل ابن سيرين في أهل البصرة» وقال عنه ابن حبان: «كان من عُبّاد أهل اليمن ومن سادات التابعين مستجاب الدعوة»، وقال حبيب بن أبي ثابت: «اجتمع عندي خمسة، لا يجتمع عندي مثلهم أبدًا عطاء وطاووس ومجاهد وسعيد بن جبير وعكرمة»، كما قال عنه ابن كثير: «كان أحد الأئمة الأعلام، قد جمع العبادة والزهادة والعلم النافع والعمل الصالح»، وشهد له عمرو بن دينار قائلاً: «ما رأيت أحدًا مثل طاوس»، وقال سلمة بن كهيل: «ما رأيت أحدًا يريد بهذا العلم وجه الله إلا عطاء وطاووس ومجاهد»، وقال ابن شوذب: «حج طاووس أربعين حجة.»
وكان طاووس من أزهد الناس في العيش، فقد نقل سفيان الثوري عن عمرو بن دينار قوله: «ما رأيت أحدًا أشد تنزُّهًا مما في أيدي الناس من طاووس»، وذكر ابن سعد في طبقاته أن من دعاء طاووس: «اللهم احرمني المال والولد، وارزقني الإيمان والعمل». كما كان كثير التعبد والصلاة، فقال عبد الرحمن بن أبي بكر المليكي: «رأيت طاووسًا وبين عينيه أثر السجود» ورُوي أنه كان يفترش فراشه ثم يضطجع، فيتقلّب فيه، ثم يثب فيجمع الفراش، ويصليّ حتى الصباح، ويقول: «طَيَّر ذكرُ جهنم نوم العابدين»
كما كان حريصًا على اجتناب الولاة والخلفاء، ولا يتردد في نصحهم أو تقريعهم، وقد أقسم إبراهيم بن ميسرة قائلاً: «ورب هذه البنية ما رأيت أحدًا، الشريف والوضيع عنده بمنزلة إلا طاووساً». وقال سفيان بن عيينة: «متجنبو السلطان ثلاثة: أبو ذر وطاووس وسفيان». ورُوي أن ابنًا لسليمان بن عبد الملك جلس إلى جنب طاووس، فلم يلتفت إليه فقيل له: «جلس إليك ابن أمير المؤمنين، فلم تلتفت إليه!»، فقال: «أردت أن يعلم أن لله عبادًا يزهدون فيما في يديه.» وروى عبد الرزاق عن أبيه أن طاووس كان يصلي في غداة باردة مغيمة، فمر به محمد بن يوسف الثقفي أو أيوب بن يحيى في موكبه، وطاووس ساجد. فأمر طيلسان مرتفع فطرح عليه، فلم يرفع رأسه، حتى أنهى صلاته، فنظر طاووس فإذا الطيلسان عليه، فانتفض ولم ينظر إليه، ومضى إلى منزله.
أما نصحه للخلفاء، فرُوي أن سليمان بن عبد الملك حج، فأرسل إلى طاووس ليسأله سليمان عن بعض المناسك، فلما جلس طاووس قال له: «إن صخرة كانت على شفير جب في جهنم هوت فيها سبعين خريفًا حتى استقرت قرارها، أتدري لمن أعدها الله؟»، فقال: «لا»، ثم قال: «ويلك، لمن أعدها الله؟»، قال طاووس: «لمن أشركه الله في حكمه فجار»، فبكى سليمان.

## وفاته
توفي حاجًا بالمزدلفة أو بمنى في 7 ذي الحجة سنة 106 هـ، فلما حمل أخذ عبد الله بن الحسن المثنى بقائمة سريره، فما تركها حتى بلغ القبر، وكان هشام بن عبد الملك حاجًّا تلك السنة، فصلى عليه.

## من مأثوراته
- قال إبراهيم بن ميسرة: «قال لي طاووس: لتنكحن أو لأقولن لك ما قال عمر بن الخطاب لأبي الزوائد: ما يمنعك من النكاح إلا عجز أو فجور.»[5][30]
- قال عبد الله بن طاووس: «قال أبي: يا بني صاحب العقلاء، تنسب إليهم وإن لم تكن منهم، ولا تصاحب الجهال فتنسب إليهم وإن لم تكن منهم، وأعلم أن لكل شيء غاية، وغاية المرء حسن عقله.»[31]